# ウニクス野田
ウニクス野田（ウニクスのだ）は、千葉県野田市にあるショッピングセンター。

## 店舗
- ヤオコー
- スギドラッグ
- セカンドストリート
- セリア (100円ショップ)
- 眼鏡市場

## かつて存在した店舗
- コルモピア
- キャンドゥ
- フライングガーデン
- メガネスーパー

## 沿革
- 2004年（平成16年）8月26日 - 開業。